# Chrionema squamentum
Chrionema squamentum är en fiskart som först beskrevs av Ginsburg, 1955.  Chrionema squamentum ingår i släktet Chrionema och familjen Percophidae. Inga underarter finns listade i Catalogue of Life.